# Cuerpo de Ciudad (Pamplona)
El Cuerpo de Ciudad de Pamplona (en euskera, Iruñeko Hiri Gorputza), es un cortejo municipal revestido de ceremonial, un «sistema de representación de la Ciudad de Pamplona», cuyo origen se remonta en el tiempo al Privilegio de la Unión (1423) que en el transcurso de los siglos se ha conformado con un protocolo y un cortejo tradicional. 

«El Cuerpo de Ciudad es manifestación cultural que tiene lugar en fechas señaladas, por la que el consistorio se presenta a la ciudadanía en forma de cortejo en base a un ceremonial, unas indumentarias, unos símbolos y unos atributos específicos -como la bandera de Pamplona, las mazas, los clarines y timbales, libreas, la corporación y la Policía Municipal con traje de gala, la comparsa de gigantes y cabezudos del Ayuntamiento, y los grupos de dantzaris, gaiteros, txistularis, así como la banda de música municipales-, y que en su conjunto simbolizan a la propia Ciudad.»
Ayuntamiento de Pamplona, 2021.

El Ayuntamiento de Pamplona, de forma unánime, aprobó el 6 de mayo de 2021 solicitar la declaración patrimonial de Bien de Interés Cultural. El Gobierno de Navarra aceptó declararlo como B.I.C. de carácter inmaterial mediante acuerdo aprobado el 25 de enero de 2023, publicado por el Boletín Oficial de Navarra del 14 de febrero de 2023.

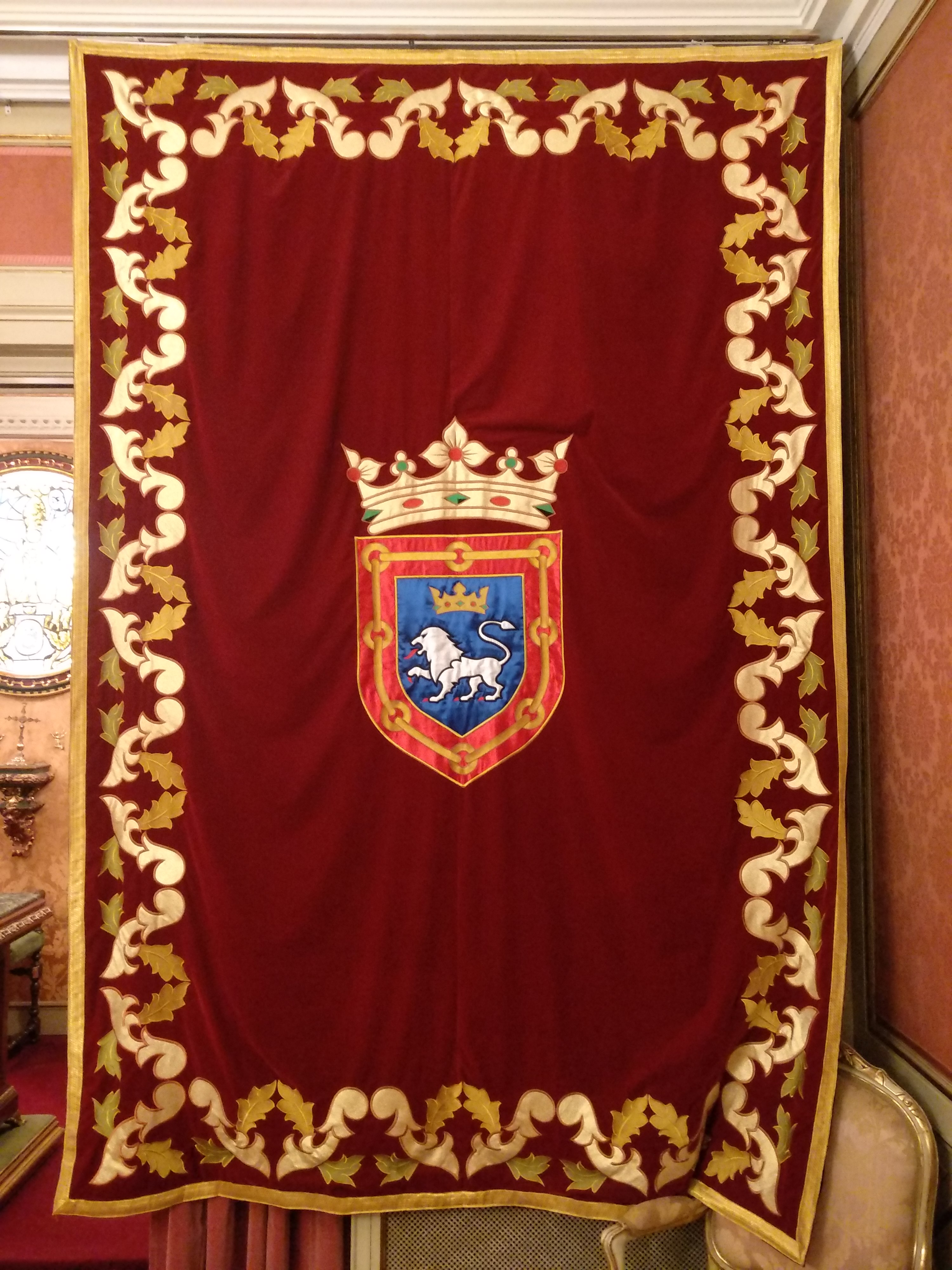
Pendón del Ayuntamiento de Pamplona

## Historia
Aunque en origen está la fecha del 8 de septiembre de 1423, que se corresponde con la promulgación del Privilegio de la Unión, será durante la Edad Moderna, durante el Renacimiento y el Barroco especialmente, dentro de una corriente generalizada donde «ni el rey y su corte, ni los virreyes con las cortes, parlamentos, diputaciones, tribunales y audiencias de los reinos y territorios de la Monarquía, ni los ayuntamientos y corporaciones urbanas pudieron escapar a la fiebre por el ceremonial que padeció toda Europa Occidental».
Es cuando en Pamplona cobra relieve e importancia este ceremonial, a la par que la devoción a San Fermín en la ciudad, en continuo auge, se va enriqueciendo con rituales litúrgicos y profanos o civiles, en aras a una puesta en valor del patrón de la Diócesis de Pamplona y del Reino de Navarra que años más tarde compartiría (desde 1657), hasta la actualidad, con San Francisco Javier. 
Aunque oficialmente San Fermín nunca ha sido patrono de Pamplona, honor que le corresponde a San Saturnino de Tolosa (también conocido como San Cernin), siempre ha oficiado como tal con mucha más fuerza que el tolosano y llevando aún hoy día a considerarlo también patrono de Pamplona.
Como afirman algunos investigadores, precisamente «el brillo de los sanfermines vela en Pamplona el resto del calendario festivo» que se celebran, según consta en los registros, desde hace varios siglos y donde este cortejo municipal es elemento activo en tales celebraciones:
- «En 1685 el cortejo municipal en el día de San Fermín se dirije al espectáculo taurino desde la casa del Regimiento[a] hasta la del Toril[b] acompañados de un nutrido séquito de dulzainas, julares, danzantes, maceros, etc.»
- «En 1697 el secretario del ayuntamiento pamplonés describe los actos de la jornada del 7 de julio que protagonizan los regidores, en Cuerpo de Ciudad, con sus maceros y ministros, danzas y julares, incluyendo a todos estos en el mismo ceremonial que hoy conocemos por haber llegado hasta nosotros sin apenas transformaciones en su esencia.»

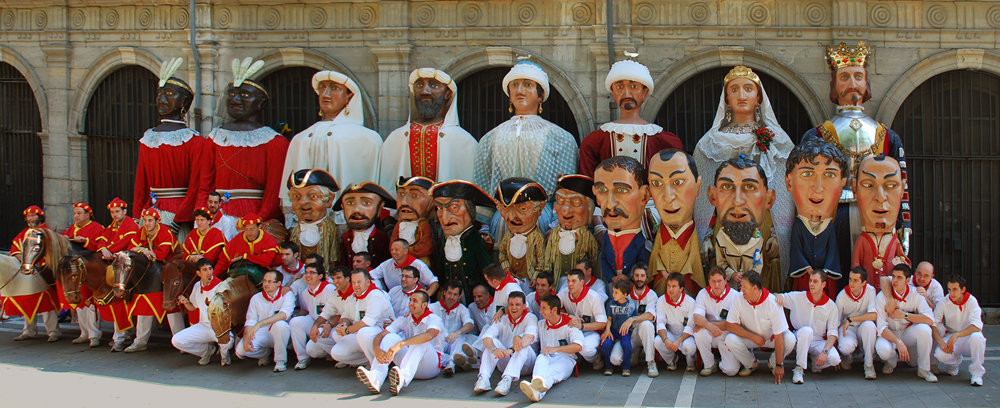
Comparsa de gigantes, cabezudos y zaldikos de Pamplona

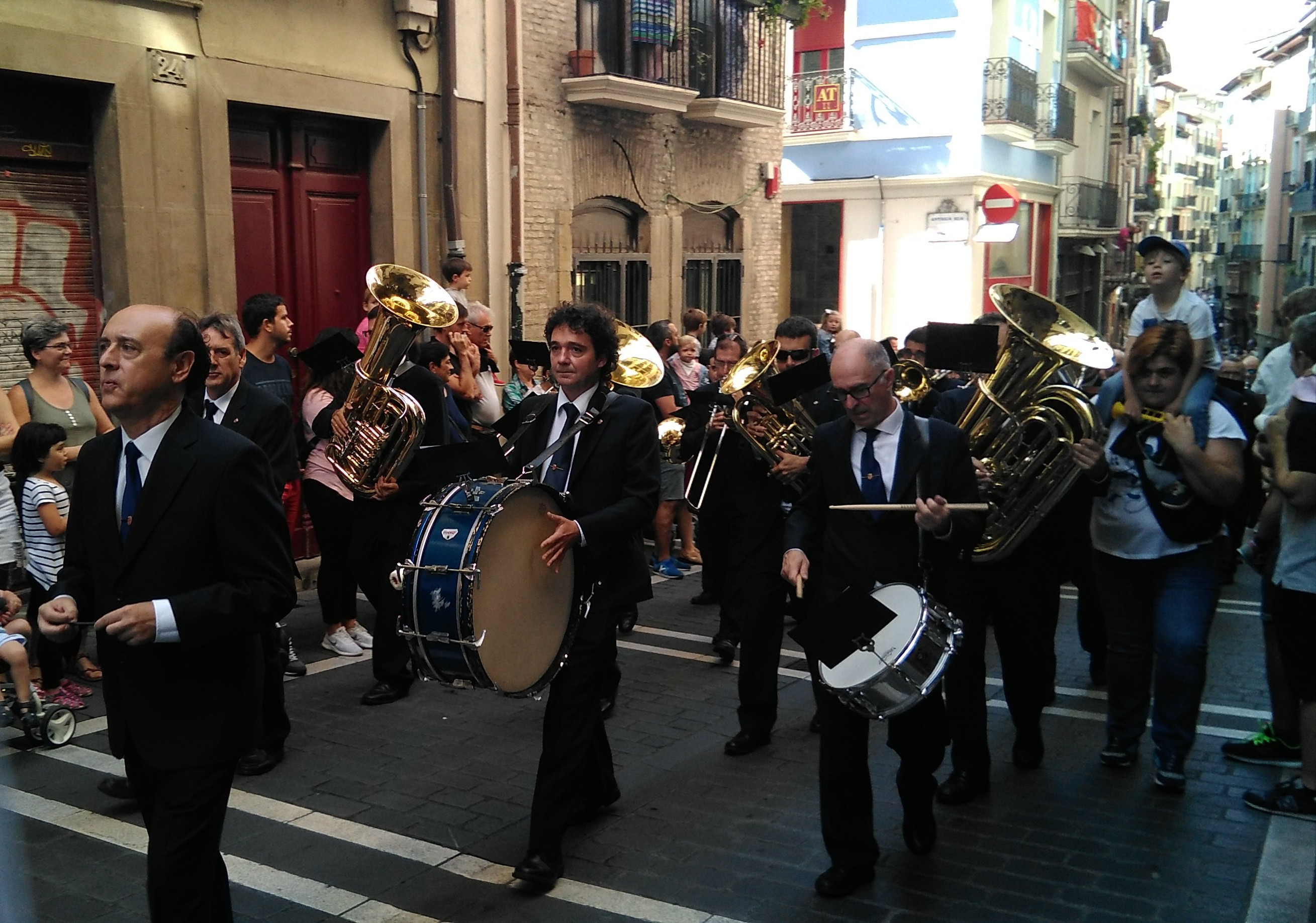
Banda de La Pamplonesa durante la ceremonia del Privilegio de la Unión (8 de septiembre).

## Descripción
Según se describe en el expediente incoado previamenta a su declaración, en su formación extensa, el Cuerpo e Ciudad se conforma con los siguientes componentes según su orden en el desfile que va desde lo festivo a lo institucional:
- Cabezudos, kilikis y zaldikos.
- Gigantes (europeos, asiáticos, africanos y americanos, primero el masculino y luego la mujer, en este orden tradicional), cada uno con su correspondiente grupo de gaiteros, a excepción de la reina americana, la última, cuyo acompañamiento musical corre a cargo de txistularis.
- Makilari, danzaris, gorris y banderari (abanderados).
- Txistularis.
- Timbales y clarines.
- Bandera de Pamplona y borlistas.
- Maceros.[13]
- Libreas.
- Corporación vestida de gala.
- Alcalde o alcaldesa y tenientes de alcaldía.
- Jefatura de la Policía Municipal de Pamplona.
- Policía Municipal de Pamplona de gala.
- Banda La Pamplonesa.
- También el público, la ciudadanía físicamente presente, como un componente imprescindible, sin vallas de por medio, que certifica con su presencia la dimensión representativa de lo que allí ocurre, y que participa de una comunidad emocional que otorga el valor identitario al cortejo.

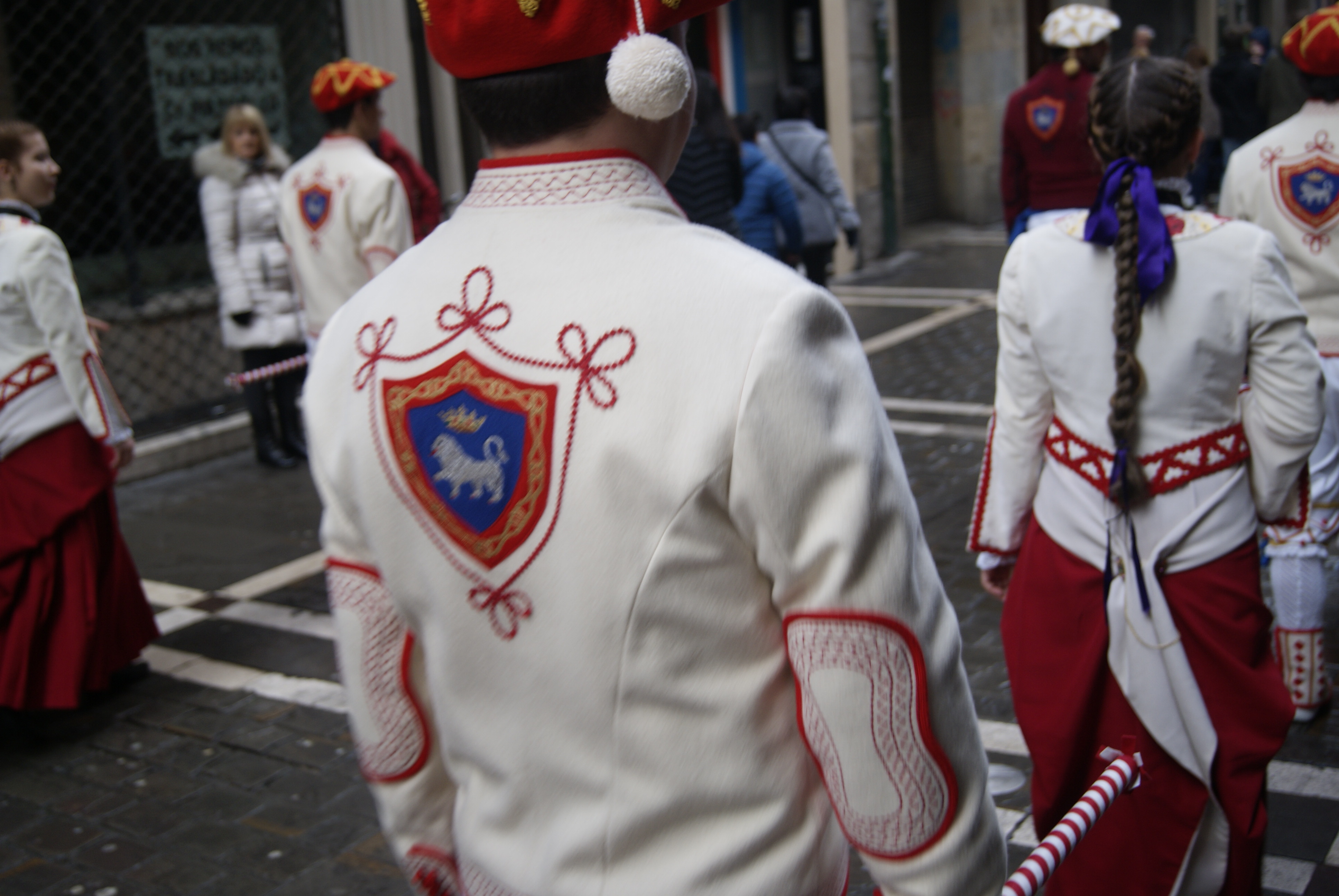
Danzaris de Pamplona

El Cuerpo de Ciudad, como bien inmaterial, tiene una dimensión material asociada tanto inmueble como mueble. La primera es indudablemente la casa consistorial, lugar de comienzo y final de todas las salidas del cortejo, incluyendo la plaza donde se congrega la parte festiva del cortejo.
En lo que se refiere a los elementos muebles indivisibles del bien inmaterial, no todos son considerados patrimoniales ni todos son estrictamente de titularidad municipal, se agrupan en las siguientes categorías:
- Indumentaria.
- Instrumentos musicales.
- Símbolos colectivos de la ciudad.
- Símbolos individuales de poder y autoridad.

Las figuras de la comparsa no se incluyen en este listado ya que consideramos a este grupo como un bien inmaterial autónomo, integrado en el Cuerpo de Ciudad ocasionalmente y que actualmente es el que genera más comunidad emocional. Otros bienes inmateriales asociados serían la música interpretada por los grupos de instrumentistas y las danzas populares de Duguna, con un repertorio más o menos definido. La música es el único lenguaje sonoro del cortejo. Por lo demás, es un acto silencioso: ninguno de los integrantes tiene voz. La variedad musical y el repertorio seleccionado actúan como elementos cohesionadores, por encima de las discrepancias que cualquier discurso verbal en torno al Cuerpo de Ciudad pudiera generar. 

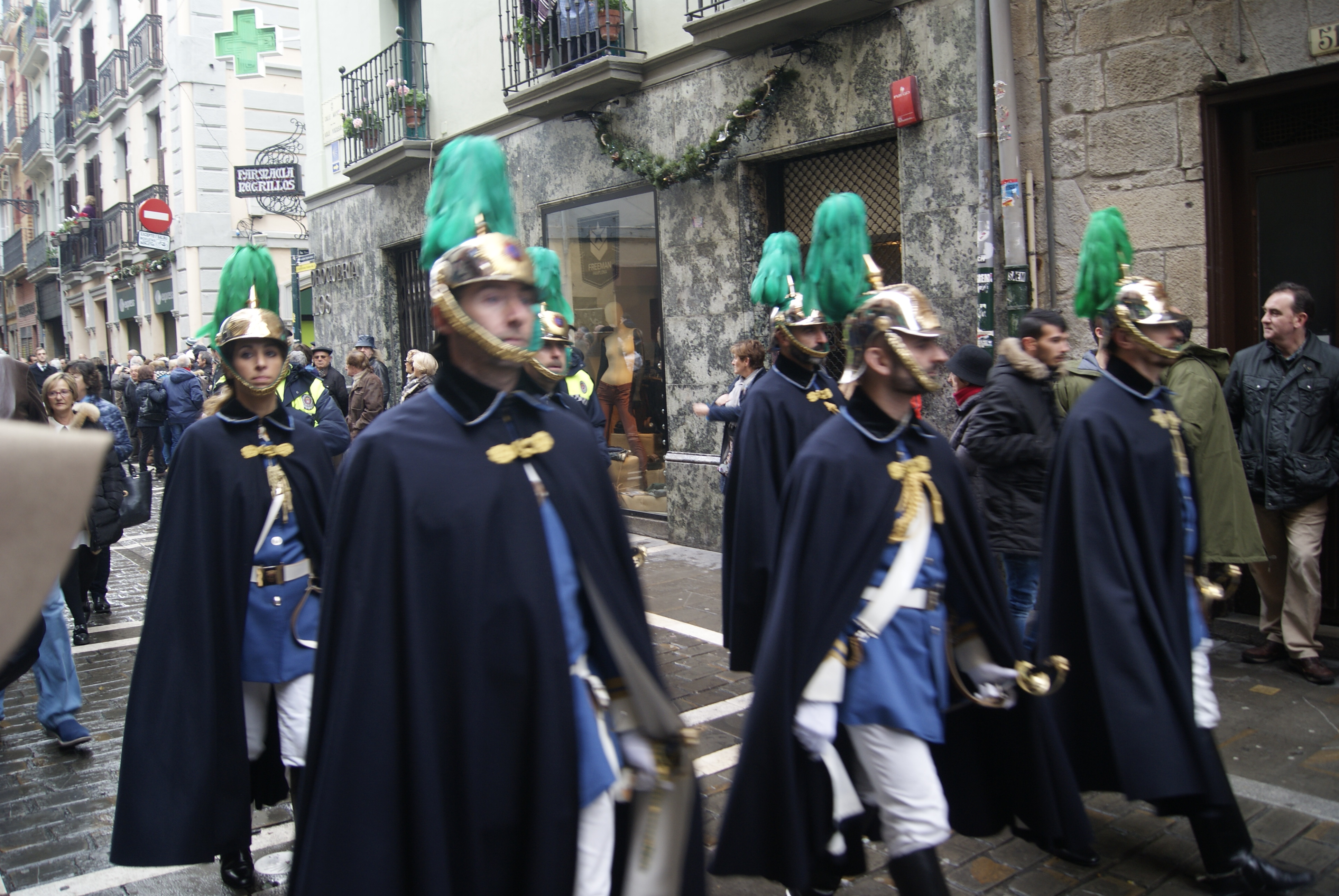
Policía Municipal de Pamplona en traje de gala

Entre los elementos integrantes del Cuerpo de Ciudad que no se incluyen en la declaración cabe destacar:
- Las fiestas del ciclo festivo asociadas a la religiosidad popular (Renovación del Voto de las Cinco Llagas, Marcha a Vísperas, Procesión de San Fermín, Octava de San Fermín y Procesión de San Saturnino), así como la conmemoración que se celebra en la Fiesta del Privilegio de la Unión, son bienes inmateriales asociados, pero distintos, que quedan fuera de esta declaración. Esta limitación se debe a que su función no es únicamente la representación de la ciudad y su ayuntamiento.
- Por otra parte, la comunidad portadora varía y, en casi todos los casos, el Cuerpo de Ciudad o bien se integra en ceremoniales distintos y más complejos, o bien es un elemento o proceso subordinado dentro de una manifestación cultural más compleja.
- Los componentes del Cuerpo de Ciudad por separado no son declarados BIC de forma individualizada y autónoma, sino sólo en cuanto a su función y participación en la manifestación declarada, tanto como portadores de la misma como   participantes en el cortejo tradicional. La dimensión material indivisible del Cuerpo de Ciudad está dentro de la declaración BIC, pero no supone la catalogación y declaración BIC de esas piezas por separado. Aquellas con valor patrimonial deberán seguir, en todo caso, el procedimiento de protección establecido normativamente para los bienes inmuebles, bienes muebles y bienes inmateriales.

## Festividades
Tradicionalmente, y en la actualidad, las ocasiones festivas en las cuales desfila el cortejo municipal serían, cronológicamente expuestas:

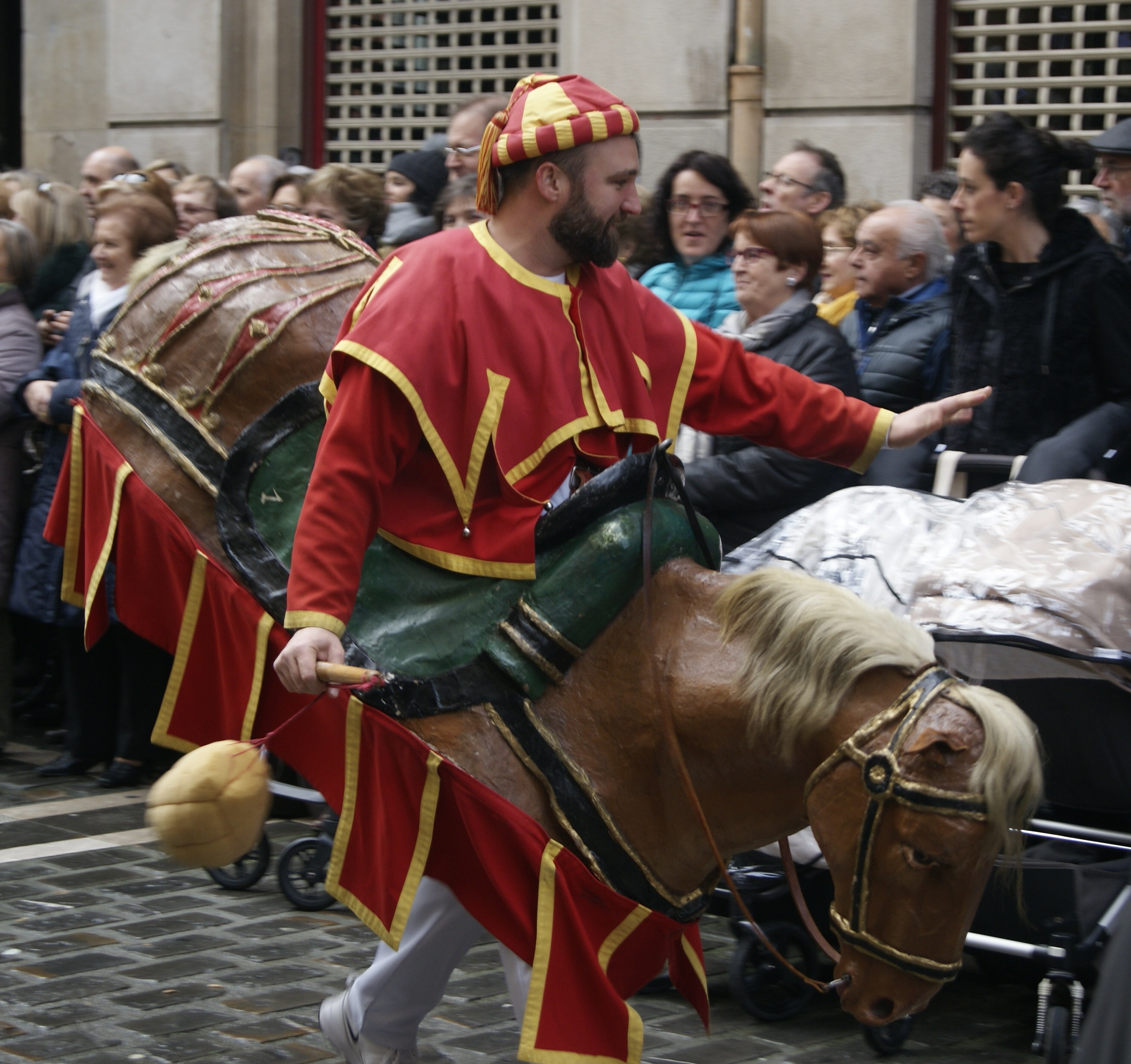
Zaldiko de Pamplona

### Renovación del Voto de las Cinco Llagas
Es un acto oficial celebrado en Pamplona en la tarde del día de Jueves Santo, en la Iglesia de San Agustín. Su origen se fecha en 1599 «cuando la ciudad imploró la intervención divina para verse liberada de la peste que arrasaba ciudades enteras y que en Pamplona dejó 279 muertos.» El 30 de mayo de 1601 «el Regimiento instauró por acuerdo municipal» la Renovación del Voto de las Cinco Llagas, «una de las diez promesas seculares de la ciudad» y cuyo acto de acompañamiento «se encuentra regulado en el reglamento de Protocolo, Ceremonial, Honores y Distinciones del Ayuntamiento de Pamplona.»
Las Cinco Llagas es una referencia «a las heridas de los clavos en pies y manos de Jesús en la Cruz y al costado abierto por la lanza del soldado Longinos.» Desde finales del siglo XVIII existe un paso procesional propiedad del municipio donde se muestran dos ángeles sujetando la representación de las Cinco Llagas.

### Marcha a Vísperas
Es un acto oficial celebrado en Pamplona el 6 de julio por la tarde, víspera de San Fermín. Popularmente se ha conocido como Riau-riau por el estribillo del Vals de Astráin con el cual se ameniza el cortejo ceremonial que, saliendo desde la casa consistorial, se dirige hasta la Capilla de San Fermín, atravesando la Calle Mayor de la ciudad. Las "Vísperas solemnes de San Fermín" se ofician en el templo pamplonés a las 20 horas y es uno de los tres actos institucionales celebrados durante los sanfermines. Es otro de los votos nacidos en 1599 durante la epidemia de peste sufrida por Pamplona para “honrar de manera especial y obligada a su Patrón, tanto en su fiesta como en la víspera”. Además, entonces, «era un voto que antaño iba también asociado a la abstinencia de comer carne.»
Durante muchos años, unas dos décadas, dentro del programa oficial de las fiestas dejó de figurar este acto que se había celebrado, hasta entonces, durante más de 70 años. En 2012 se volvió a recuperar y la corporación marcha acompañada de cientos de mozos que, delante de ella, bailan al compás de la pieza de Astráin que La Pamplonesa reiteradamente interpreta. El ritmo de avance era tan lento que, a pesar de ser un recorrido de 500 m., el tiempo empleado en culminar su recorrido duraba «cuatro, cinco y hasta seis horas» bailando, bebiendo y comiendo tanto la corporación como el público que la rodeaba.

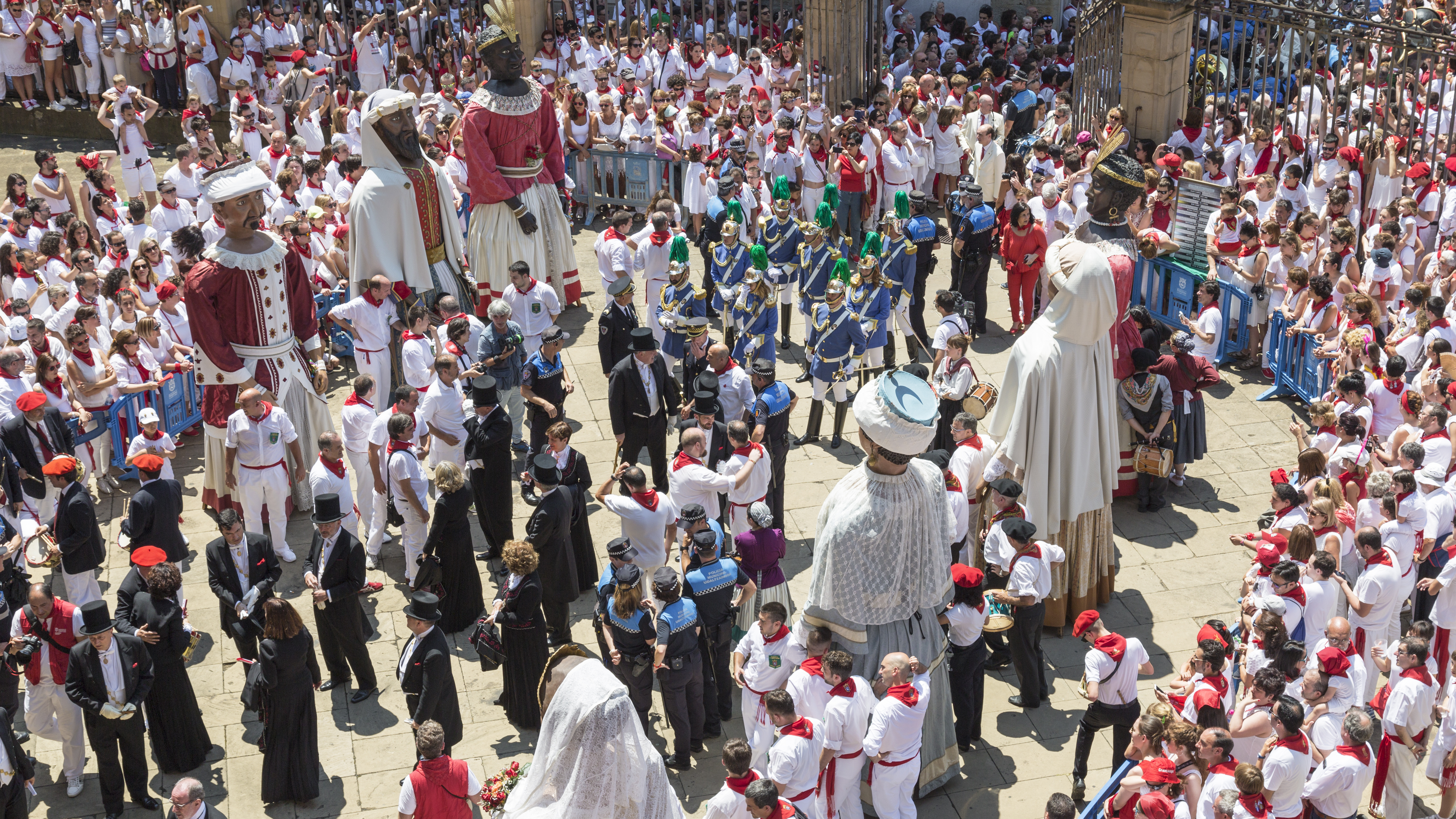
El cortejo municipal en el atrio de la Catedral de Pamplona (2018)

### Procesión de San Fermín
Es un acto oficial celebrado en Pamplona el 7 de julio por la mañana, festividad de San Fermín. Se tiene la primera noticia documentada de su celebración en el año 1527 aunque, con total seguridad, se venía celebrando desde, al menos, treinta años antes, desde finales del siglo XV. Durante la celebración del acto de este año se produjeron incidentes cuando el cabildo catedralicio pretendió «sacar en la procesión el busto de plata del Santo que acababan de hacer para la catedral» exigiendo los regidores de Pamplona, «interpretando el sentir del vecindario», «que la imagen de la parroquia de San Lorenzo era la auténtica y primitiva, en cuyo honor se celebraba la solemnidad.»
Siendo en la actualidad uno de los actos más populares, no siempre ha sido así. Según atestigua el historiador Juan José Martinena, «en los últimos cincuenta años se ha producido en este acto un cambio notable. Antes era un desfile protocolario, un poco frío y al que no solía acudir mucha gente. En la actualidad, el orden ceremonial ha cedido en parte ante la espontaneidad del sentimiento popular.» Añade además que «el Ayuntamiento —antiguamente llamado Regimiento, porque era el que regía o gobernaba la ciudad— siempre ha acudido a la procesión “en cuerpo de ciudad”, con todo su séquito de maceros, libreas, clarineros y timbales, dando realce y colorido al desfile procesional.»

### Octava de San Fermín
Es el tercer, y último, acto institucional celebrado dentro del programa de fiestas de San Fermín. Tiene lugar el 14 de julio y la corporación, quince minutos antes, en "Cuerpo de Ciudad", se dirige a la Capilla de San Fermín donde se celebra una tradicional eucaristía. Tras la misma, el cortejo municipal regresa a la Plaza Consistorial donde la comparsa de Gigantes y Cabezudos, los danzaris y La Pamplonesa amenizan ante el público el acto durante varios minutos. El acto sirve también de despedida del cortejo tras nueve intensos días de fiestas.
Tiene su origen en un sínodo diocesano celebrado en 1301 a instancias del obispo de Pamplona, Miguel Pérez de Legaria, fecha a partir de la cual se hizo obligatoria la festividad de San Fermín incluyendo la Octava. Con todo, la primera referencia documentada a la participación de la corporación municipal data de julio de 1689.

### Fiesta del Privilegio de la Unión
Cada 8 de septiembre se conmemora aquella fecha de 1423 donde Carlos III, para acabar con la división de la capital del reino, promulgó el privilegio que decretaba la unión de los barrios (Burgo de San Cernin, Población de San Nicolás y Ciudad de la Navarrería). En esta ocasión la corporación, por la tarde realiza un recorrido por el Casco Antiguo de Pamplona en Cuerpo de Ciudad, es decir, acompañada de todos los integrantes de este cortejo ceremonial.
Para conmemorarlo, entre otros actos, el Consistorio celebra una jornada de puertas abiertas con el fin de que los ciudadanos puedan conocer su ayuntamiento, donde se expone el documento por el que se unieron los tres núcleos de población, además entrega un pañuelo honorífico a alguna persona reseñable por su fuerte vinculación con la ciudad. El fin de semana más próximo al 8 de septiembre se celebra en la ciudad un mercado medieval por los antiguos burgos en los cuales hay artesanos como herreros o peleteros además de muchos desfiles y actuaciones por las calles. El mismo día 8 de septiembre por la mañana (si es en fin de semana) o por la tarde (si es de lunes a viernes) la Corporación Municipal acude en cuerpo de ciudad junto con La Pamplonesa y la Comparsa de Gigantes y Cabezudos, a la catedral, donde realiza un responso y una ofrenda floral ante el mausoleo de Carlos III y su esposa Leonor, tras eso realizan un desfile por las calles de los antiguos burgos para volver a la Casa Consistorial y efectuar diversos bailes y leer un pregón, entre tanto otros actos, como conciertos, recuerdan este acontecimiento en la ciudad en ese día tan señalado.

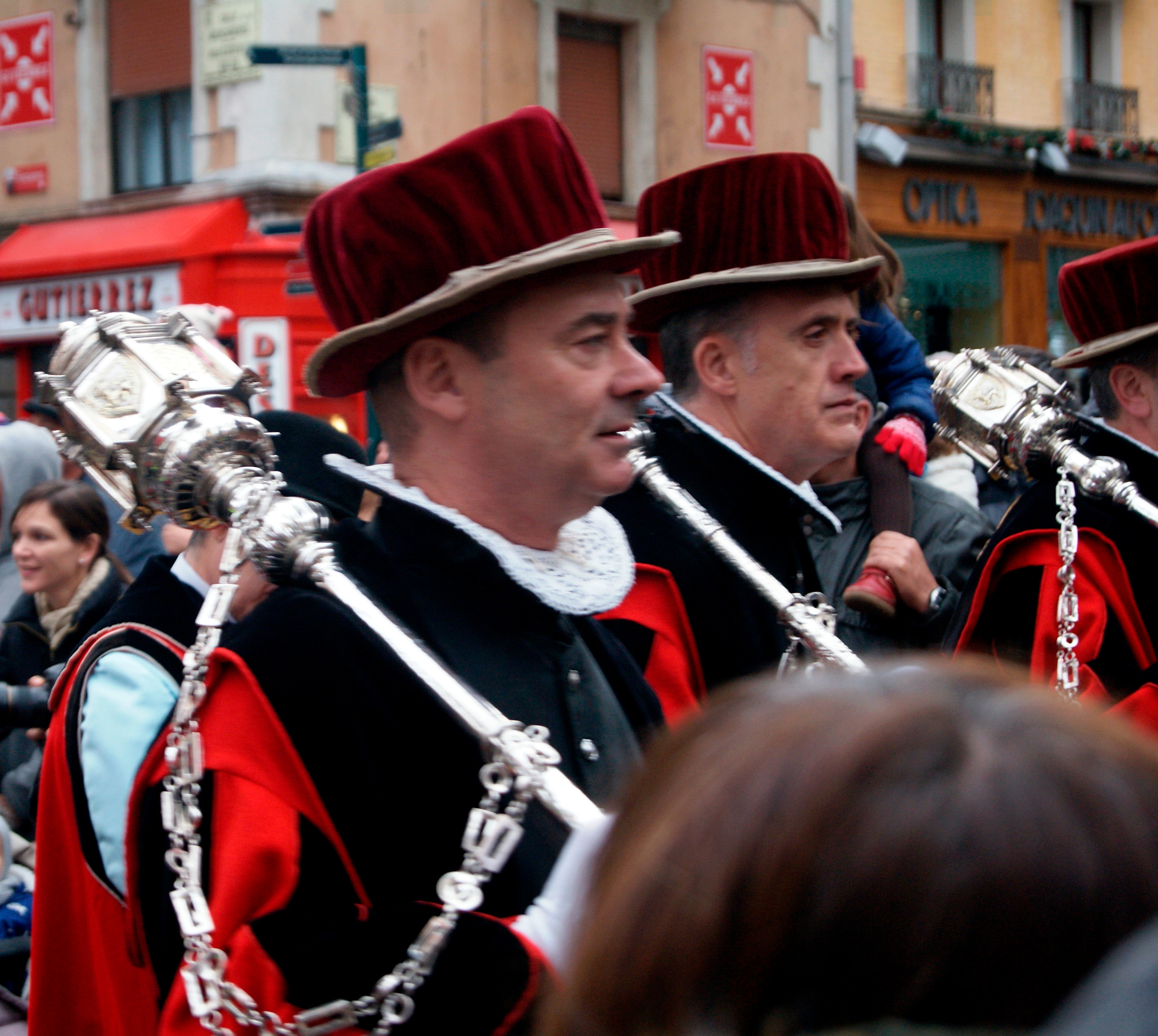
Maceros de Pamplona durante la Procesión de San Saturnino de 2017

### Procesión de San Saturnino
La festividad de San Saturnino, el 29 de noviembre, es el últmo de los actos anuales celebrados por la corporación municipal "en Cuerpo de Ciudad". En esta ocasión es el patrono de Pamplona, también llamado San Cernin, venerado en la iglesia homónima, cuyo párroco titular ostenta también el título de Capellán Municipal.
Siendo un día de finales de otoño, su celebración al completo se ve afectada por las inclemencias meteorológicas. Aun así, en su desarrollo normal, el día se celebra con una eucaristía en la iglesia del santo cuya efigie se procesiona. La corporación municipal sale de la casa consistorial a las 10:00 de la mañana acompañada de todo el cortejo ceremonial y, tras la eucaristía, hacia las 12:00 regresa de nuevo, igualmente acompañada, al punto de partida. En ese momento distintos integrantes de la comitiva (danzaris, comparsa, banda musical) dedican piezas y bailes a la ciudad para deleite del público presente. Cada año el programa de fiesta varían con diferentes elementos donde no faltan mercados medievales u otras actividades que resalten la fecha.

## Reconocimientos
El Gobierno de Navarra, en sesión celebrada el 25 de enero de 2023, decidió declarar como Bien de Interés Cultural, de carácter inmaterial, el Cuerpo de Ciudad de Pamplona / Iruña.
Con carácter excepcional, y para celebrarlo expresamente, el 25 de marzo de 2023 tanto el Ayuntamiento de Pamplona como el Gobierno de Navarra festejaron la declaración realizando un desfile conjunto y un acto en el Palacio de Navarra.